# Cosacos del Ussuri

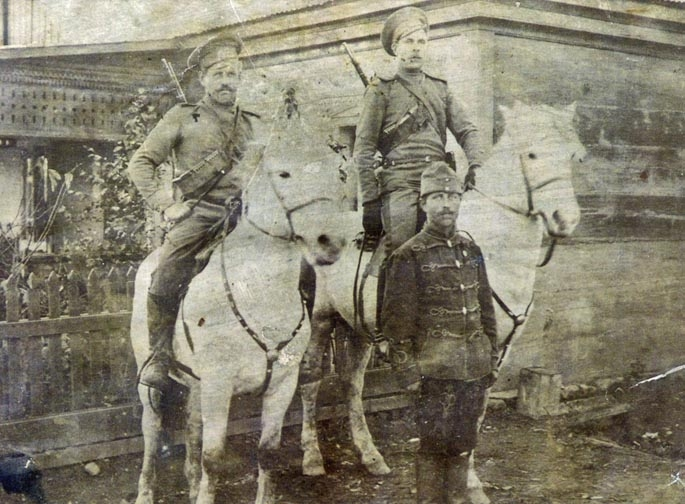
Cosacos del Ussuri foto tomada en Primorsky Krai, Rusia

La Hueste de Cosacos del Ussuri (del ruso: Уссури́йское каза́чье во́йско) era una hueste cosaca en el Imperio ruso, localizada en Primorie, al sur de Jabárovsk a lo largo del río Ussuri, el río Sungari y alrededor del lago Janka.
La Hueste Cosaca del Ussuri fue creada en 1889 sobre la base de un medio-batallón no montados de la Hueste de Cosacos del Amur y después reforzada con colonos de la Hueste de Cosacos del Don, la Hueste de Cosacos de Kubán y otras huestes cosacas. La capital de la Hueste de Cosacos del Ussuri se localizaba primero en Vladivostok y luego en Imán (ahora Dalneréchensk). Su atamán nakazny (quien también era el gobernador militar de la región) estaba subordinado al Gobernador General de la región de Amur, quien, en cambio, era el atamán nakazny de las Huestes de Cosacos de Amur y del Ussuri.
Los cosacos del Ussuri poseían 6740 km² de tierras. En 1916, contaban con 39.900 personas en seis stanitsas, que comprendían 76 asentamientos. En los tiempos de paz, los cosacos del Ussuri suministraban un batallón de caballería (300 hombres) y una sección. La Hueste de los Cosacos del Ussuri se usaba para patrullar la frontera y para los servicios postal y de policía. Participó en la Guerra Ruso-Japonesa. Durante la Primera Guerra Mundial, los cosacos del Ussuri suministraron un regimiento de caballería (600 hombres), un batallón de caballería, una sección de guardas y seis sotnyas especiales (un total de 2.514 hombres). La mayor parte de la Hueste se alió con el movimiento blanco durante la Guerra Civil Rusa.
La Hueste de Cosacos del Ussuri fue disuelta en 1922. Fue restablecida en 1990, aunque no como unidad administrativa de ningún tipo.